# St. Pankraz, Oberösterreich
St. Pankraz är en ort och kommun i Österrike. Den ligger i distriktet Kirchdorf i förbundslandet Oberösterreich,  170 km väster om huvudstaden Wien. 
Kommunen består av två orter (Ortschaften) (inom parentes invånarantal 1 januari 2024):
- St. Pankraz (308)
- Schalchgraben (68)